# Liste der Stolpersteine in Wedel

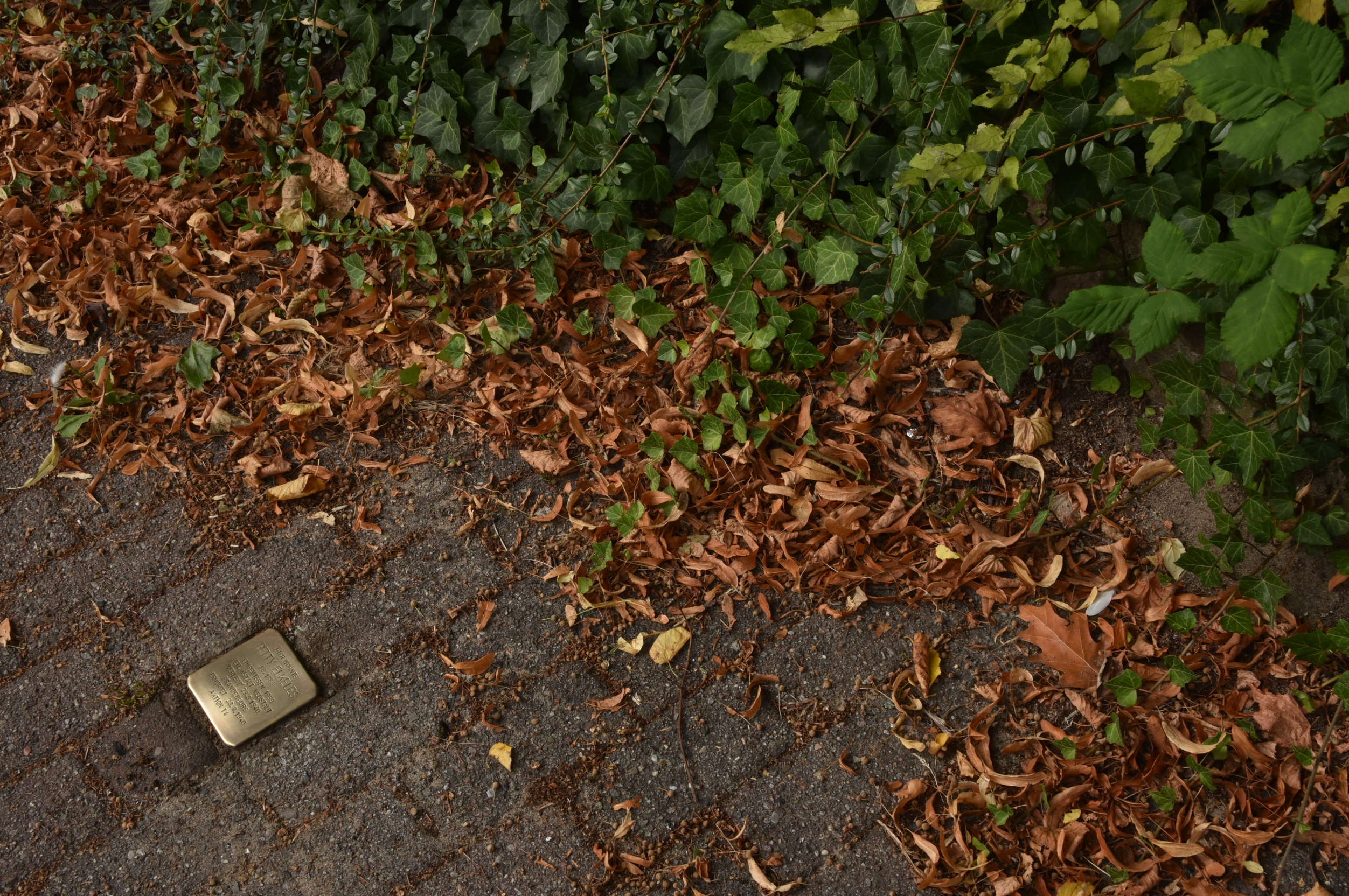
Stolperstein in der Gärtnerstraße

Die Liste der Stolpersteine in Wedel enthält alle Stolpersteine, die im Rahmen des gleichnamigen Kunst-Projekts von Gunter Demnig in der Stadt Wedel verlegt wurden. Mit ihnen soll an Opfer des Nationalsozialismus erinnert werden, die in der Gemeinde lebten und wirkten. Sie liegen im Regelfall vor dem letzten selbst gewählten Wohnsitz des Opfers.
Die ersten Verlegung in dieser Stadt erfolgten am 2. Dezember 2015.

## Verlegte Stolpersteine
Die Tabelle ist teilweise sortierbar, die Grundsortierung erfolgt alphabetisch nach dem Familiennamen.
| Stolperstein | Inschrift | Verlegeort                                      | Name, Leben |
| ------------ | --- | ----------------------------------------------- | --- |
|              | HIER WOHNTE FRANZ HINRICH BORCHERT JG. 1912 EINGEWIESEN 1936 HEILANSTALT NEUSTADT TOT 14.2.1937                                                                  | Rudolf-Höckner-Straße 1 · damals Hörnstraße 1 · | Franz Hinrich Borchert wurde am 17. März 1912 in Altona geboren. Er war Arbeiter und heiratete Johanna Helene Luise Tobies. Er litt an Epilepsie und wurde auf Grund dieser Erkrankung am 4. September 1936 in die Heilanstalt Neustadt eingeliefert. Franz Hinrich Borchert verlor dort am 14. Februar 1937 sein Leben. Sein Tod steht möglicherweise nicht im Zusammenhang mit den Krankenmorden in der Zeit des Nationalsozialismus, da das Todesjahr dafür zu früh ist. Allerdings war die Versorgung der Heilanstalten mit lebensnotwendigen Medikamenten und Lebensmitteln seit 1933 rationiert, dies könnte zu seinem Tod geführt haben. |
|              | HIER WOHNTE BETTY ELKELES JG. 1885 EINGEWIESEN 1939 HEILANSTALT NEUSTADT 'VERLEGT' 23.9.1940 BRANDENBURG ERMORDET 23.9.1940 AKTION T4                            | Gärtnerstraße 17 ·                              | Betty Elkeles wurde am 3. Februar 1885 in Hamburg geboren. Ihre Eltern waren der Buchhalter Salomon Elkes und Clara, geborene Nossen. Ihre Eltern ließen sich scheiden, Salomon Elkeles heiratete 1888 Anna Nossen. Betty Elkeles hatte drei Geschwister, eine Schwester starb mit 12 Jahren in Hamburg, ihre Halbbrüder waren Curt (geboren 1889) und Alphons (geboren 1896). Im Jahr 1915 zog Elkeles bei ihrer Familie in Hamburg aus. Ab dem 7. Januar 1928 lebte sie im Alters- und Pflegeheim in Wedel. Im Jahr 1936, Februar bis Mai, befand sie sich zur Beobachtung in der Landesheilanstalt Neustadt, ab Mai 1939 befand sie sich wieder hier. Am 13. September 1940 wurde sie in die Heil- und Pflegeanstalt Hamburg-Langenhorn verlegt und von dort am 23. September 1940 in die Tötungsanstalt Brandenburg überstellt. Betty Elkeles wurde dort am Tag der Überstellung ermordet. |
|              | HIER WOHNTE GERTRUD KROLL JG. 1895 EINGEWIESEN 1929 HEILANSTALT NEUSTADT VERLEGT SEPT. 1941 HEILANSTALT LANDSBERG A.D. WARTHE ERMORDET 4.11.1944                 | Breiter Weg 103 ·                               | Gertrud Julie Fanny Kroll, geborene Schwarzbach, wurde am 9. August 1895 in Schleusingen geboren, nachdem ihr Vater Arbeit in Wedel fand, zog die Familie hierher. Am 15. Mai 1920 heiratete Gertrude Schwarzbach den Tischer Johann Julius August Kroll. Das Paar bekam bis 1929 fünf Kinder, drei Mädchen und zwei Jungen, allerdings wurden nur vier Kinder beim Standesamt registriert. Das vierte Kind wurde krank geboren, Gertrud Kroll bekam eine Ermahnung, keine weiteren Kinder zu bekommen. Am 5. August 1929 wurde Willi Herbert geboren, das fünfte Kind. Sie soll auf Grund einer postnatalen Depression versucht haben diesen zu ersticken, der Vater konnte den Sohn retten. Gertrud Kroll wurde in die Landesheilanstalt Neustadt eingewiesen. Ihr Mann ließ sich in der Folge von ihr scheiden und heiratete die Haushälterin. Im September 1941 wurde sie in die Pflege- und Heilanstalt in Landsberg an der Warthe umverlegt. Gertrud Kroll verlor dort am 4. November 1941 ihr Leben. |
|              | HIER WOHNTE HELENE JOHANNSEN GEB. STRUCKMEYER JG. 1879 SEIT 1910 VERSCHIEDENE HEILANSTALTEN 'VERLEGT' HEILANSTALT MESERITZ-OBRAWALDE ERMORDET 1944               | Schloßkamp 31 ·                                 | Helene Johannsen, geborene Struckmeyer, wurde am 7. Dezember 1879 in Wedel geboren. Ihre Eltern waren Inhaber einer Schlachterei und eines bekannten Gasthofes in der Mühlenstraße. Im Jahr 1899 heiratete sie den Kolonialwaren-Großhändler Theodor Johannsen. Ab 1915 betrieb er eine Nährmittelfabrik. Das Paar bekam eine Tochter, Hertha. Nachdem Helene Johannsen 1908 an einem Frauenleiden operiert wurde, traten Anzeichen einer psychischen Störung auf und im Mai 1910 unternahm sie in Övelgönne in der Elbe einen Suizidversuch. Sie wurde in das Sanatorium Schellhorner Berg bei Preetz eingewiesen, doch auch das Sanatorium konnte nicht verhindern, dass Helene Johannsen eine Schizophrenie entwickelte. Durch die Erkrankung verhielt sie sich apathisch oder aggressiv und erkannte ihre Familie nicht mehr, ihr Mann ließ sich schließlich 1925 von ihr scheiden. Ab den 1930er Jahren befand sie sich in der Heil- und Pflegeanstalt Neustadt, von dort wurde sie in die Pflege- und Heilanstalt Meseritz-Obrawalde verlegt. Helene Johannsen wurde 1944 ermordet. Ihre Tochter heiratete Wilhelm Ladiges, er kam nach dem Tod Theodor Johannsens 1931 für die Klinikkosten auf und besuchte seine Schwiegermutter regelmäßig und er wurde schließlich von ihrem Tod informiert. |
|              | HIER WOHNTE KARL TIMM JG. 1919 VERHAFTET 'WEHRKRAFTZERSETZUNG' MILITÄRSTRAFLAGER LEIPZIG-SCHÖNAU TODESURTEIL 29.4.1942 HINGERICHTET 3.9.1942 DRESDEN-ALBERTSTADT | Bahnhofstraße 35 ·                              | Karl Timm wurde am 3. Oktober 1919 geboren. Er stammte aus einer Arbeiterfamilie, hatte vier Geschwister und sein Vater war Nazigegner. Timm wurde zur Luftwaffe eingezogen und machte eine Ausbildung zum Kanonier. Er wurde im Militärstraflager Leipzig-Schönau inhaftiert und am 29. April 1942 von einem Wehrmachtsgericht zum Tode verurteilt. Karl Timm wurde am 3. September 1942 um 6 Uhr 20 morgens in einem Wald erschossen. |

## Verlegedaten
- 2. Dezember 2015: Betty Elkeles, Helene Johannsen und Karl Timm
- 22. Februar 2017: Franz Hinrich Borchert und Gertrud Kroll

## Nachweise
1. ↑  Franz Hinrich Borchert auf spurensuche-kreis-pinneberg.de, abgerufen am 29. Oktober 2020
2. ↑  Betty Elkeles auf spurensuche-kreis-pinneberg.de, abgerufen am 29. Oktober 2020
3. ↑  Gertrud Julie Fanny Kroll auf spurensuche-kreis-pinneberg.de, abgerufen am 29. Oktober 2020
4. ↑  Helene Johannsen auf spurensuche-kreis-pinneberg.de, abgerufen am 29. Oktober 2020
5. ↑  Geschichte hinter der Fassade – Theodor-Johannsen-Siedlung, abgerufen am 17. Juni 2023
6. ↑  Karl Timm auf spurensuche-kreis-pinneberg.de, abgerufen am 29. Oktober 2020

- Karte mit allen Koordinaten:
- OSM |
- WikiMap